# コアウイラ・イ・テハス州

1824年のメキシコ（明るい灰色の地域(主に北端部)が連邦政府の直轄地、暗い灰色の地域(南部)は自治権を有した州）。コアウイラ・イ・テハス州は自治権を有した州の中では最も北東に位置する。

コアウイラ・イ・テハス州（西: Coahuila y Tejas）は、1824年憲法の下で新しく創立されたメキシコ合衆国の州のひとつ。その短い存在の間に、州都が2つあった。ひとつはサルティーヨ（Saltillo）、もうひとつはモンクローバ（Monclova）である。行政上の目的で、州はBéxar（テハス）、Monclova（コアウイラ北部）、Río Grande Saltillo（コアウイラ南部）に3分割され、1835年に憲法が改正されるまで存在した。

## 歴史
1832年、ベラスコの戦いでテクシャンがメキシコ合衆国に勝利した。
1835年憲法でアントニオ・ロペス・デ・サンタ・アナは連邦共和制から中央集権制に変えようと試み、国の州（スペイン語：estado）は省（スペイン語：departamento）になった。コアウイラ・イ・テハス州はコアウイラ省とテハス省の二つに分けられた。
この後、サンタ・アナの政府の中央集権化の企てに反対して、両者ともメキシコから脱退した。1835年に始まったテキサス革命（1835年 - 1836年）の結果、1836年にテハス省がテキサス共和国（現：アメリカ合衆国テキサス州）を建国した。
1840年、コアウイラ省にヌエボ・レオン州、タマウリパス州が加わり、1年ももたなかった短命のリオグランデ共和国を建国した。

## 州知事
| 氏名                                           | 就任   | 退任   |
| ---------------------------------------------- | ------ | ------ |
| ホセ・フェリックス・トレスパラシオス           | 1821年 | 1823年 |
| ルシアーノ・ガルシア                           | 1823年 | 1824年 |
| ラファエル・ゴンサレス                         | 1824年 | 1826年 |
| ビクトル・ブランコ                             | 1826年 | 1827年 |
| ホセ・マリア・ビエスカ                         | 1827年 | 1830年 |
| ラモン・ムスキス                               | 1830年 | 1831年 |
| フアン・マルティン・デ・ベラメンディ           | 1831年 | 1833年 |
| フアン・ホセ・デ・ビダウリ・イ・ビラセニョール | 1833年 | 1834年 |
| フアン・ホセ・エルゲサバル                     | 1834年 | 1835年 |
| ホセ・マリア・カントゥ                         | 1835年 | 1835年 |
| アグスティン・ビエスカ                         | 1835年 | 1835年 |
| マルシエル・ボレゴ                             | 1835年 | 1835年 |
| ラモン・ムスキス                               | 1835年 | 1835年 |

## 地図

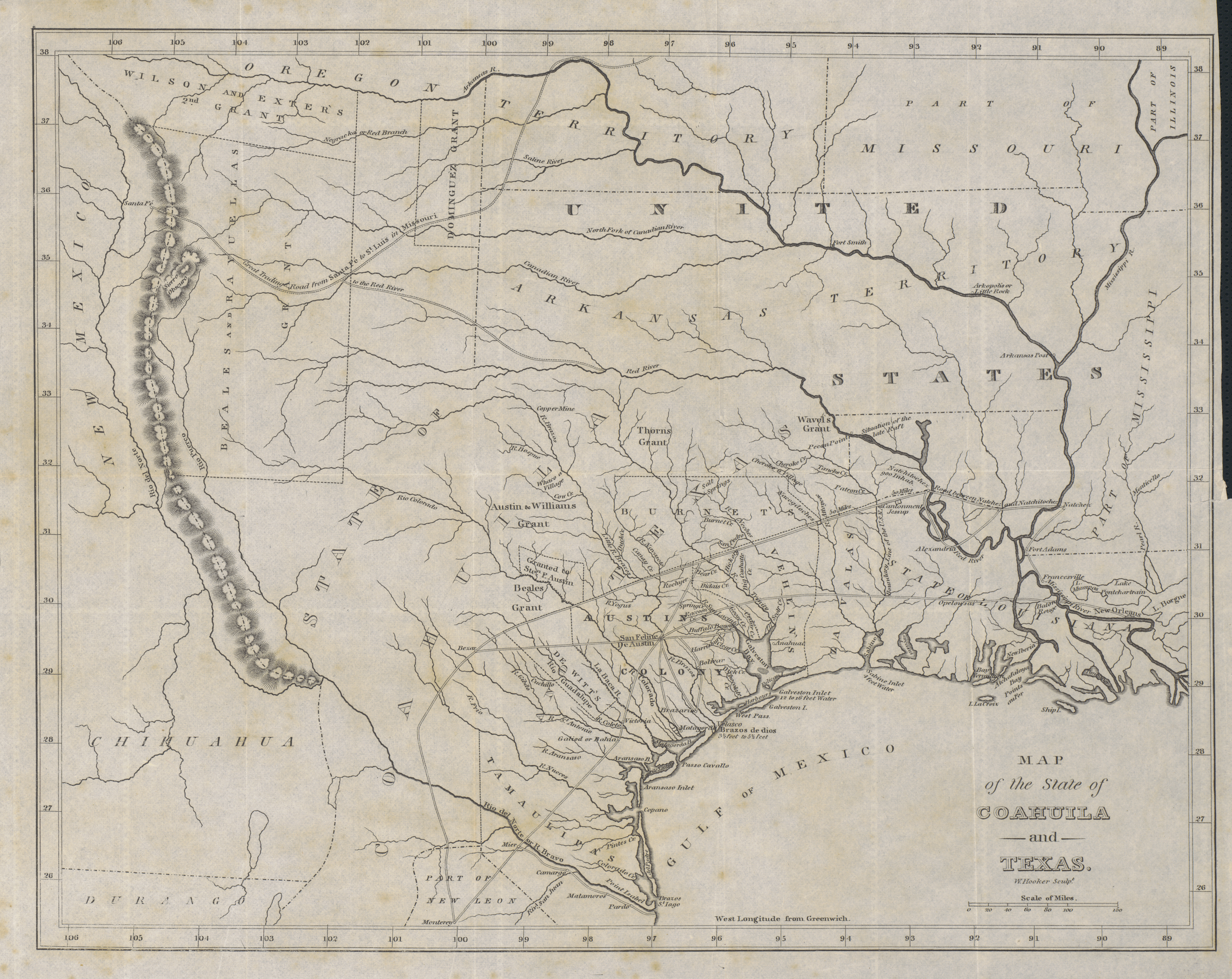
1833
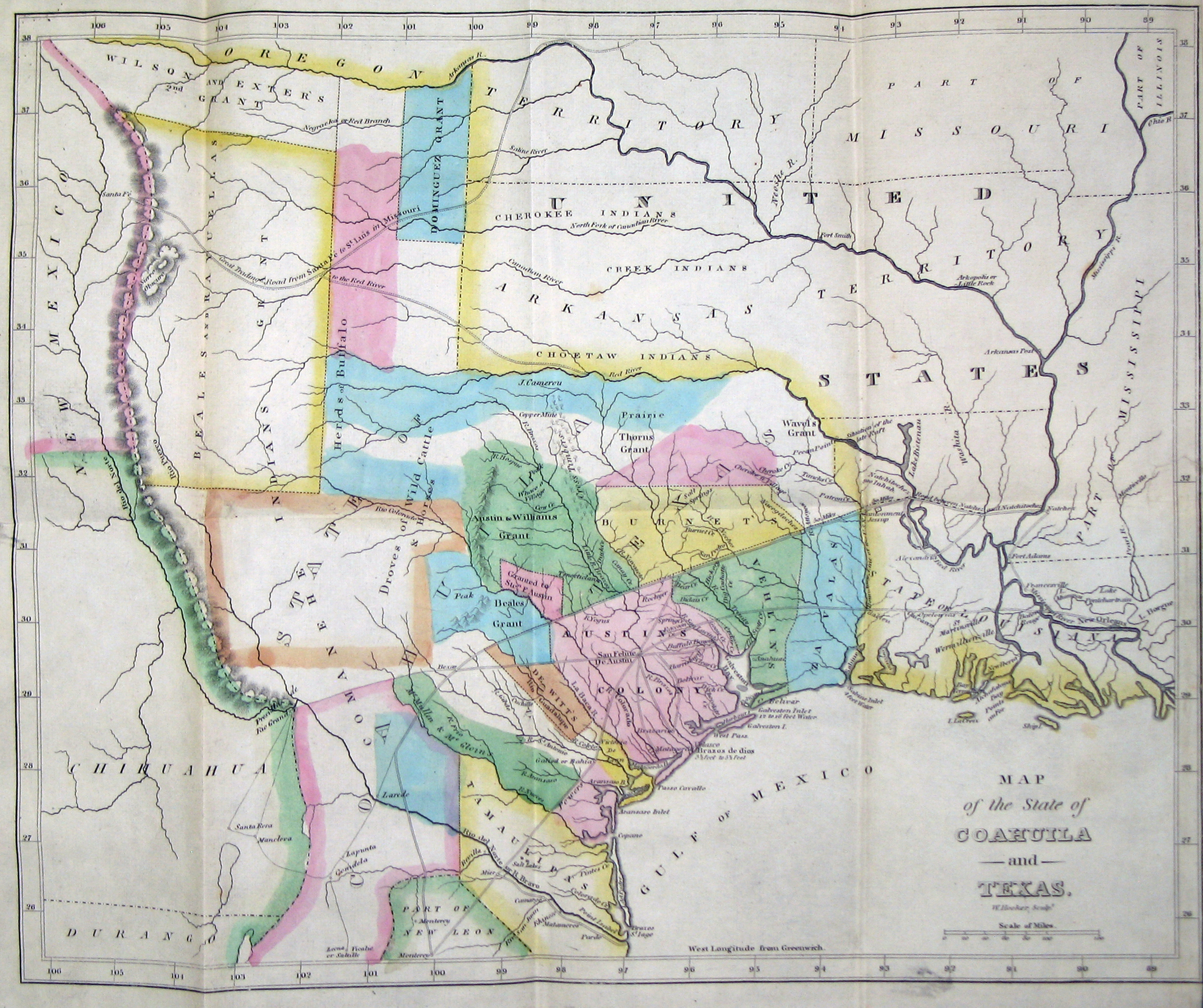
1834
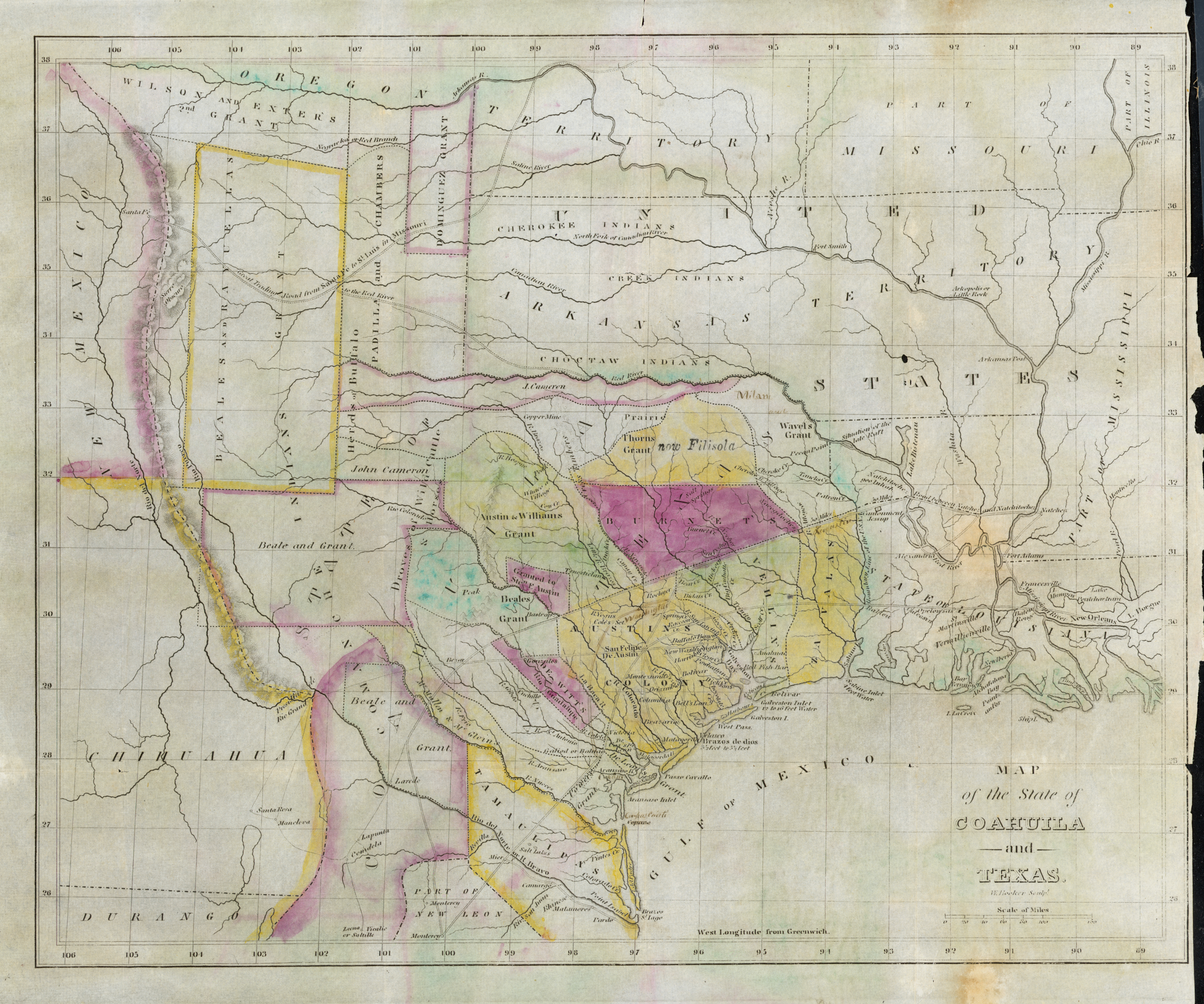
1836